# 斯特凡·托馬瑟維奇
斯特凡·托馬瑟維奇（？—1463年5月25日），波士尼亞國王，1461年至1463年在位。
1459年，斯特凡·托馬瑟維奇與塞爾維亞的埃萊娜·布蘭科維奇結婚，兩人沒有子女。1463年斯特凡·托馬瑟維奇被推翻，波士尼亞王國滅亡。